# NGC 6904
NGC 6904 este o galaxie situată în constelația Vulpea. A fost descoperită în 18 august 1828 de către John Herschel.